# Autobahnüberbauung Schlangenbader Strasse
Autobahnüberbauung Schlangenbader Strasse je soubor obytných budov, které byly v německé metropoli Berlíně umístěny nad čtyřproudou komunikací. Unikátní stavby vznikly v 70. letech 20. století. Od roku 2017 je komplex památkově chráněn. 
600 m dlouhý soubor objektů byl budován po částech. Unikátní projekt pro sociální bydlení vznikl podle návrhů architektů Georga Heinrichse,Gerharda Krebse a Klause Kreba. Měl být ukázkovým projektem toho, jak zlepšit využití prostoru v hustě osídlených oblastech. Na stavebních pracích se podílelo konsorcium různých firem. 46 metrů dlouhé bloky mají každý 14 pater, s počtem 1064 bytů se jedná o jednu z největších obytných staveb v Evropě. Budova se směrem k nižším patrům rozestupuje do šířky; jednotlivé byty mají vlastní balkony a celý komplex obklopovala řada zahrad a občanské vybavenosti.
První nájemníci se do bytů nastěhovali se zpožděním, až v roce 1981. V osmdesátých letech byla stavba nechvalně proslulá vyšší mírou kriminality, kterou způsobovala především vysoká koncentrace lidí v oblasti. 
Po dokončení došlo k poklesu půdy v oblasti objektu, což muselo být kompenzováno následným zpevněním zeminy a ocelovými nosnými klíny nad nosníky. Celkové stavební náklady činily 400 milionů tehdejších německých marek.